# Niesky
Niesky település Németországban, azon belül Szászország tartományban. Lakosainak száma 9144 fő (2023. december 31.).

## Népesség
A település népességének változása:
| Lakosok száma | 9444 | 9402 | 9130 | 9249 | 9144 | 9311 |
|               | 2017 | 2019 | 2021 | 2022 | 2023 | 2024 |